# Kirchlinteln
Kirchlinteln es un municipio situado en el distrito de Verden, en el estado federado de Baja Sajonia (Alemania). Su población estimada a finales de 2016 era de 10 034 habitantes.
Se encuentra ubicado en el centro del estado, a poca distancia al sureste de la ciudad de Bremen.